# Otto Hulett
Otto Hulett (* 27. Februar 1898 in Salina, Kansas, Vereinigte Staaten; † 1. September 1983 in Katonah, Westchester County, New York, Vereinigte Staaten) war ein US-amerikanischer Filmschauspieler und Bühnenschauspieler.

## Leben
Otto Hulett wurde 1898 geboren.
1939 hatte Hulett bei dem Film …One Third of a Nation… erstmals eine Rolle inne. 1951 stand er in der Fernsehserie The Philco Television Playhouse erstmals für das Fernsehen vor der Kamera. In der Fernsehserie The Phil Silvers Show hatte er 1957 bis 1958 erstmals eine wiederkehrende Rolle. Zuletzt trat er 1960 in Erscheinung, sein Schaffen umfasst rund 20 Produktionen.
Drei Sommer lang, 1943, 1945 und 1951, war Hulett Teil der Sommerbesetzung im Elitch Theatre in Denver.

## Filmografie
- 1939: …One Third of a Nation…
- 1951: Her First Romance
- 1951: The Philco Television Playhouse (Fernsehserie, Folge 3x35)
- 1951: Ein Held für zwei Stunden (Saturday’s Hero)
- 1951: Die Spur führt zum Hafen (The Mob)
- 1952: Stärker als Ketten (Carbine Williams)
- 1952: Paula
- 1952: Francis Goes to West Point
- 1952: Sally and Saint Anne
- 1952: You for Me
- 1953: Stunde der Abrechnung (Ambush at Tomahawk Gap)
- 1953: Chicago – 12 Uhr Mitternacht (City That Never Sleeps)
- 1955: Eine Stadt geht durch die Hölle (The Phenix City Story)
- 1955: I Spy (Fernsehserie, Folge 1x09)
- 1956: Präriebanditen (Reprisal!)
- 1956: Born Yesterday (Fernsehfilm)
- 1957: Am Rande der Straße (Four Boys and a Gun)
- 1957: Studio 57 (Fernsehserie, Folge 4x01)
- 1957–1958: The Phil Silvers Show (Fernsehserie, 3 Folgen)
- 1960: The Secret Storm (Fernsehserie, eine Folge)